# Valley of Shadows
Valley of Shadows (im norwegischen Original Skyggenes dal, deutsch etwa: Schattental) ist ein norwegisches Filmdrama aus dem Jahr 2017. Es ist der erste Langfilm des Regisseurs Jonas Matzow Gulbrandsen, der auch das Drehbuch schrieb.

## Handlung
Der sechsjährige Aslak wächst bei seiner alleinerziehenden Mutter Astrid in einem Dorf in Norwegen auf. Ein älterer Bruder, offenbar drogensüchtig, hat ein Zimmer im Haus der Familie, das er aber vor geraumer Zeit mit unbekanntem Ziel verlassen hat. Ein Tier, mutmaßlich ein Wolf, tötet Schafe der Dorfbewohner. Aslaks älterer Spielkamerad Lasse bringt ihn auf die Idee, dass ein Werwolf für die Taten verantwortlich sein muss, und verortet diesen im nahegelegenen Wald. Als Aslaks Hund Rapp in den Wald verschwindet, macht der Junge sich heimlich auf die Suche. Voller Angst irrt er mehrere Tage durch den Wald, ohne auf reale Gefahren zu treffen; selbst ein geheimnisvoller Einsiedler erweist sich als freundlich. Schließlich wird er von einem Suchtrupp gefunden. In der Schlussszene dringt er erneut einige Meter in den Wald ein, um von den Bauern ausgelegte Giftköder einzusammeln.

## Entstehungsgeschichte
Die Kernidee hinter Valley of Shadows war es laut Regisseur Gulbrandsen, den Wald als Entität darzustellen. Der Regisseur äußerte außerdem, dass es ihn fasziniere, die Sichtweisen eines Kindes abzubilden. Der Film wurde nicht digital, sondern auf 35-mm-Film gedreht. Die Dreharbeiten fanden in Südwestnorwegen statt. Sie zogen sich über längere Zeit hin, da immer wieder auf geeignete Wetterbedingungen gewartet werden musste.
Premiere von Valley of Shadows war am 8. September 2017 auf dem Toronto International Film Festival. Der Kinostart in Norwegen erfolgte am 20. Oktober 2017. Noch 2017 wurde der Film auf dem São Paulo International Film Festival und auf dem Rome Film Festival gezeigt. 2018 lief er unter anderem auf dem Seattle International Film Festival und dem deutschen Fantasy Filmfest.
Der Kameramann Marius Matzow Gulbrandsen ist der Bruder des Regisseurs. John Olav Nilsen, Darsteller des Einsiedlers, ist Sänger der norwegischen, mit dem Spellemannprisen ausgezeichneten Rockband John Olav Nilsen & Gjengen.

## Rezeption
Valley of Shadows erhielt ganz überwiegend positive Kritiken. Die Rezensionsdatenbank Rotten Tomatoes aggregiert 11 Kritiken zu einer Wertung von 82 %.
Das Branchenblatt Variety notierte „schmerzhaft schöne Bilder (, die) Erinnerungen an vergessene Legenden der nordischen Mythologie“ weckten. Das Magazin stellte heraus, dass das Hauptaugenmerk des Regisseurs darauf läge, darzustellen, wie äußere Einflüsse die vom kleinen Jungen erlebte Angst mehr und mehr steigerten. Die optische Gestaltung des Films, die an Gemälde von Gustave Doré und Lars Hertervig erinnerten, sei dabei eine integrale Ursache für die Wirkung des Films auf den Zuschauer; der orchestrale Score unterstütze diese Wirkung noch. Der Hollywood Reporter sah in Valley of Shadows eher einen „düsteren Stimmungsfilm“ an der Grenze zum Kunstfilm als einen Horrorfilm. Gulbrandsens Fähigkeit, im Zuschauer düstere Vorahnungen zu erzeugen, lasse in Kombination mit dem „majestätischen“ Soundtrack über kleinere Schwächen des Drehbuchs hinwegsehen. Das Magazin lobte die Kameraarbeit; die Weite der dargestellten Natur sei „überwältigend“. Das britische Filmmagazin Screen International sah das Märchen Peter und der Wolf als Leitmotiv des Films. Valley of Shadows sei ein „gotisches Märchen (mit) packender Optik und bemerkenswerter klanglicher Untermalung“.
Der Film wurde auf fünf Filmfestivals für Preise nominiert, gewann aber keinen.